# Newberry, Michigan
Newberry är en by i den amerikanska delstaten Michigan med en yta av 2,5 km² och en folkmängd, som uppgår till 2 686 invånare (2000). Newberry är administrativ huvudort i Luce County.

## Kända personer från Newberry
- Rob Rubick, utövare av amerikansk fotboll